# インディアナポリス (重巡洋艦)
インディアナポリス（USS Indianapolis, CA-35）は、アメリカ海軍のポートランド級重巡洋艦。艦名はインディアナ州インディアナポリスに因む。
1945年7月26日にテニアン島へ原子爆弾を運んだ後、7月30日にフィリピン海で日本海軍の潜水艦「伊58」（回天特別攻撃隊・多聞隊）の雷撃により沈没した。第二次世界大戦中に敵の攻撃により沈没した最後のアメリカ海軍水上艦艇である。

## 艦歴

### 第二次世界大戦前
「インディアナポリス」は1930年3月31日、ニュージャージー州カムデンのニューヨーク造船所で起工された。1931年11月7日、ルーシー・M・タガートにより命名・進水し、フィラデルフィア海軍工廠でジョン・M・スミリー大佐の指揮下で1932年11月15日に竣工した。
1932年2月23日まで大西洋とグアンタナモ湾で整調の後、パナマ運河地帯とチリ沖の太平洋で訓練を行った。フィラデルフィア海軍工廠でオーバーホールの後、1933年7月1日カンポベロ島で大統領フランクリン・ルーズベルトを乗せるためメイン州へ向け出港した。同日の内にアナポリスに到着して大統領を下ろした後、7月4日にアナポリスを離れフィラデルフィア海軍工廠に戻った。
1933年9月6日、海軍長官のクロード・スワンソンはパナマ運河地帯、ハワイ、サンペドロ - サンディエゴの地域の艦隊の視察のため「インディアナポリス」に乗艦した。彼は10月27日にサンディエゴで降り、11月1日、「インディアナポリス」は偵察部隊の旗艦となった。アメリカ西海岸沖での演習に続いて、1934年4月9日、ロングビーチを出港し5月29日にニューヨークに到着した。そこで観艦式のため再び大統領を乗せた。1934年11月9日、ロングビーチに到着した。
「インディアナポリス」はその後も旗艦として活動し、1936年11月18日、サウスカロライナ州のチャールストンで南アメリカへの "Good-Neighbor" cruise のため再び大統領を迎えた。公式訪問のため、大統領をリオデジャネイロ、ブエノスアイレス、およびモンテビデオに運んだ後、12月15日にチャールストンに戻り、大統領を下ろした。

### 第二次世界大戦
1941年12月7日、日本軍が真珠湾を攻撃したとき、「インディアナポリス」はジョンストン島で砲撃のシミュレーションを行っていた。すぐに第12任務部隊に加わり、報道によればまだ近くにいるはずの日本の空母を捜し求めた。12月13日、真珠湾に到着し、空母「レキシントン (USS Lexington, CV-2) 」基幹の第11任務部隊（ウィルソン・ブラウン中将）に加わった。

#### 1942年
南太平洋での「インディアナポリス」の最初の活動は、第11任務部隊の1隻として日本の支配海域であるニューブリテン島、ラバウルの南約560キロへの進出であった。1942年2月20日、第11任務部隊はブーゲンビル島近海で日本軍の九七式飛行艇に発見されたのに続き、一式陸攻17機による空襲を受けたが、対空砲火と「レキシントン」の戦闘機により15機を撃墜し、損害を受けた艦はなかった（ニューギニア沖海戦）。しかし、回避運動により燃料を大幅に消費したため、ラバウル空襲は断念せざるを得なかった。

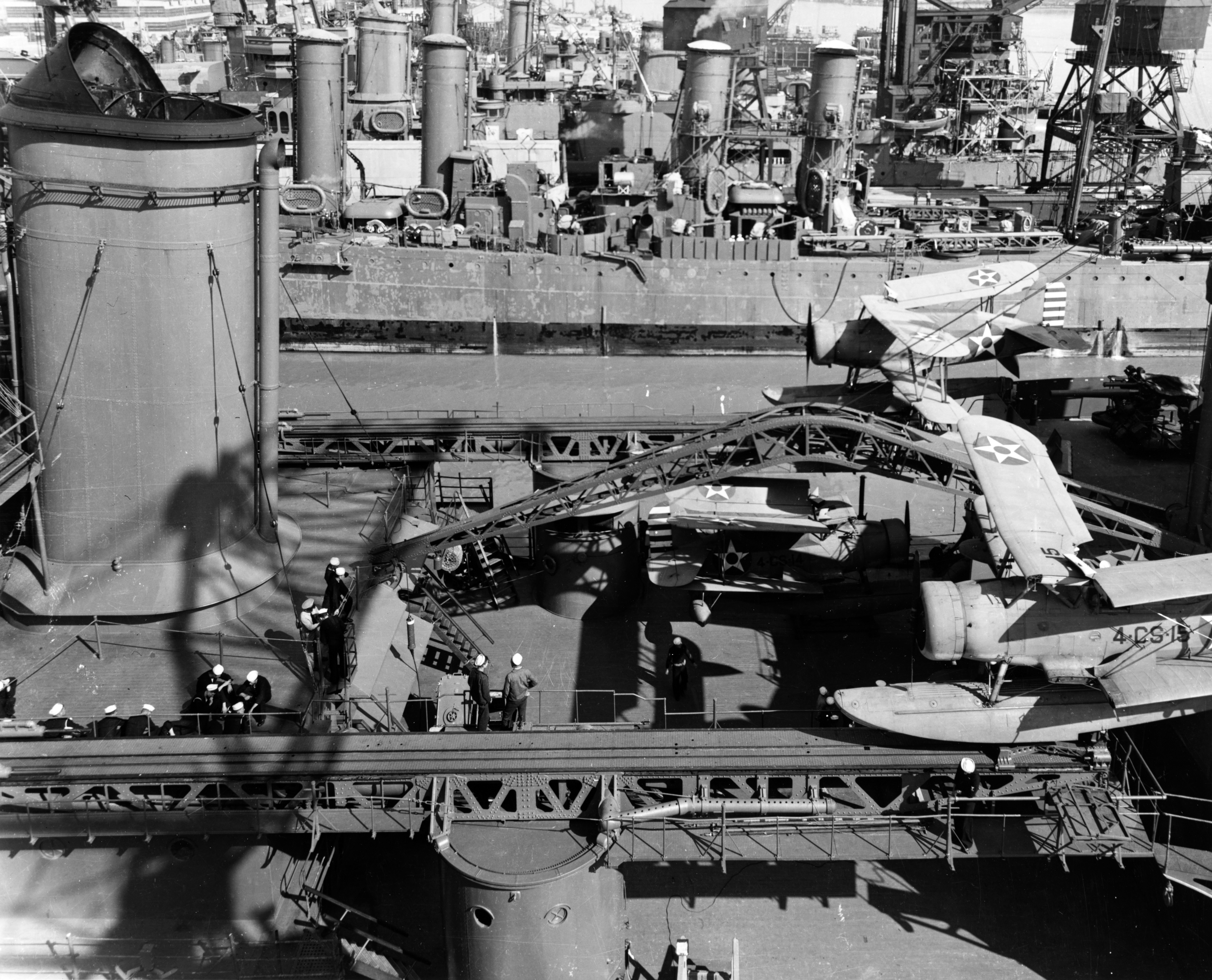
凹甲板のクローズアップ（メア・アイランド海軍造船所 1942年4月19日）

3月10日、第11任務部隊は空母「ヨークタウン (USS Yorktown, CV-5) 」を基幹とする第17任務部隊（フランク・J・フレッチャー中将）と合同で日本軍が上陸したニューギニア島のラエ、サラモアを攻撃した。南からのオーエンスタンレー山脈を越えた攻撃は奇襲となり、日本軍の船舶に大きな損害を与えた。アメリカ軍の損害は軽微だった。その後、「インディアナポリス」はメア・アイランド海軍造船所でのオーバーホールのため本国に戻った。改装後、オーストラリアへの輸送船団を護衛し、それから日本軍がアリューシャン列島のアッツ島とキスカ島に上陸したため北太平洋に向かった。
1942年8月7日、キスカ島の日本軍陣地を隠していた濃い霧が晴れたため、「インディアナポリス」を旗艦とする重巡洋艦2隻、軽巡洋艦3隻、駆逐艦4隻の艦隊はキスカ島を砲撃した。「インディアナポリス」は海図に載っていない浅瀬に危うく座礁しかけたこともあったが、他の艦船とともに猛然と砲門を開いた。「インディアナポリス」から発進した観測機の報告によれば、港湾の中で船が炎上しながら沈没している様子が確認できた。やがて海岸砲台が反撃してきたが、反撃はとても不正確なものだった。部隊は正確な射撃で海岸砲台を沈黙させた。反撃に現れた潜水艦は駆逐艦に制圧され、水上飛行機は効果のない爆撃を行った。15分に及んだ一連の攻撃は戦果としては大したことはなかったものの、アッツ島とキスカ島に圧力をかけるため、近隣の島々に基地を設ける必要性を示した。なお、この艦砲射撃による日本側の被害は水上戦闘機1機破損、戦死者2名であった。1カ月後、アメリカ軍はアダック島に上陸してダッチハーバー、ウナラスカ島に続く、陸上施設と飛行場を設置する環境を得た。

#### 1943年
1943年1月12日、「インディアナポリス」は軽巡2隻、駆逐艦4隻と共にアムチトカ島上陸作戦を支援した。アムチトカ島は、アメリカ軍に新たな基地となった。2月19日、「インディアナポリス」を含む第16.7任務群（重巡1隻、軽巡1隻、駆逐艦4隻）はアッツ島を砲撃し、その後部隊は2隊に別れた。2月20日早朝、「インディアナポリス」と駆逐艦2隻はアッツ島南西で哨戒中、1隻の輸送船を発見した。「インディアナポリス」は速力を上げ、輸送船の頭を押さえる形を取り、輸送船に対し応答を求めた。すると、相手は日本式の信号で回答してきたので敵であると判断され、「インディアナポリス」は砲撃を開始。輸送船は火災を起こし、随伴の駆逐艦の攻撃により輸送船は沈没した。この輸送船は、幌筵島から途中まで海防艦「八丈」の護衛を受け、やがて分離して単独でアッツ島に向かっていた輸送船「あかがね丸」（日本海運、3,121トン）だった。
春から夏にかけて、「インディアナポリス」はアリューシャン水域で輸送船団の護衛や上陸作戦の支援に従事した。アメリカ軍は5月にアッツ島を奪還し、キスカ島も濃霧にまぎれて日本軍が撤退した後に奪還して日本軍勢力をこの方面から一掃した。アリューシャンの戦いが終わると、「インディアナポリス」はメア・アイランド海軍造船所で改装後にハワイへ移動し、11月5日からはレイモンド・スプルーアンス中将率いる第5艦隊の旗艦となった。
スプルーアンスは旗艦を選ぶ段階では、性能や設備が整った最新鋭の戦艦を希望していたが、あいにく希望に沿うような艦がこの時点ではなかったその代わりとして、メア・アイランドから戻ってきたばかりの、もともと巡洋艦隊用の旗艦設備があった「インディアナポリス」が選ばれた。そのスペースは大艦隊の旗艦用としては窮屈だったので、周囲は何名かの幕僚を後方要員として陸上に置いてはと進言した。スプルーアンスはこの意見を容れず、むしろこれを奇貨として余分な幕僚を減らした。内装もスプルーアンスの好みに改められた。配下にあった主力艦船がブーゲンビル島の戦いに転用される一幕もあったが、11月10日、「インディアナポリス」はガルヴァニック作戦（ギルバート諸島攻略作戦）のため攻撃部隊の主力と共に真珠湾を出港した。インディアナポリスはリッチモンド・K・ターナー中将の北方部隊とともに行動し、11月19日に他の艦と共にタラワを砲撃、翌日はマキン島を砲撃した。その後タラワに戻り上陸作戦の支援に当たった。タラワでギルバート諸島の攻略後の処理を終えたスプルーアンス中将は、インディアナポリスとともに12月11日に真珠湾に帰投した。

#### 1944年

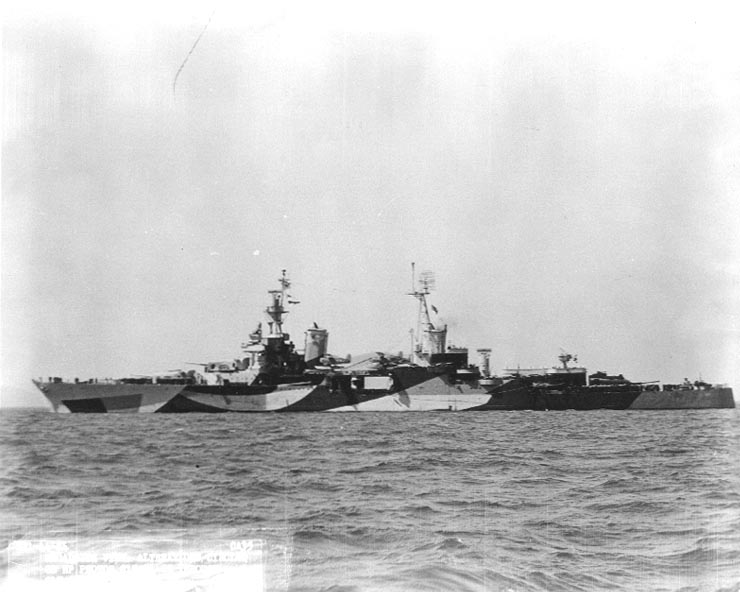
インディアナポリス（1944年）

ギルバート諸島を攻略したアメリカ軍は、フリントロック作戦（マーシャル諸島攻略作戦）に取り掛かった。1944年1月19日、「インディアナポリス」は引き続き第5艦隊旗艦としてタラワに向かった。タラワで任務部隊のほかの艦と合流し、1944年1月31日、「インディアナポリス」は巡洋艦群の1隻としてクェゼリン環礁の島を砲撃した（クェゼリンの戦い）。2月1日、僚艦「ルイビル (USS Louisville, CA-28) 」を誤って砲撃し損傷を与えてしまったものの、防塞や他の海岸の施設を破壊し、上陸部隊を援護した。2月4日にはクェゼリン環礁内に侵入し、抵抗がなくなるまで留まった。陸上で激しい戦いが行われている頃、環礁内の「インディアナポリス」の艦上では、スプルーアンス中将や他の幕僚が、戦いの銃声・砲声が聞こえる中で立派な昼食を食べていた。戦いが予想以上に早く進んだため、アメリカ軍上層部は5月1日に予定されていたエニウェトクの戦いを、クェゼリンに投入される予定だった部隊を使って上陸決行日を大幅に繰り上げる検討を始めた。これは現場のスプルーアンスなど各司令官も同じ考えをもっていたので、2月3日に作戦期日の繰り上げが本決まりとなった。2月8日、「インディアナポリス」は占領したばかりのマジュロ環礁に入り、2日後の2月10日にスプルーアンスは大将に昇進した。

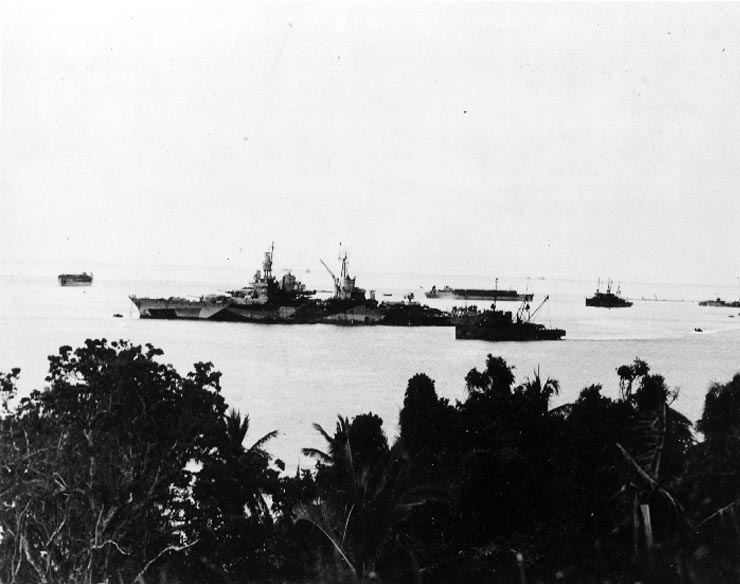
泊地での「インディアナポリス」（1944年）

エニウェトクの戦いと、それに関連したトラック島空襲では、スプルーアンスはトラック諸島内にいまだ有力艦船が多数残っていると考え、空襲後には外に出てくるだろうと推測し、どうしても先頭を切って戦いたかったスプルーアンスは、脱出してきた有力艦船との砲戦を念頭に、配属されたばかりの戦艦「ニュージャージー（USS New Jersey, BB-62）」を新たな第5艦隊旗艦にした。スプルーアンスにとっては、前年11月時点での希望がかなった形となった。トラックへの攻撃が終わるとマリアナ諸島へ一撃加えた第5艦隊は一旦マジュロに帰投し、つかの間の休息をとった。引き続いて3月から4月の間、第5艦隊はカロリン諸島西部を攻撃した。3月30日、31日に空母艦載機はパラオを空襲し駆逐艦3隻他を撃沈した（パラオ大空襲）。加えて飛行場に対する爆撃や周辺海域への機雷の敷設も行われた。ヤップとウルシー環礁は3月31日に、ウォレアイ環礁は4月1日に攻撃が行われた。この間、日本軍機による攻撃が行われたが、アメリカの艦船に損害はなかった。「インディアナポリス」はマジュロに到着後、「ニュージャージー」を含む第58任務部隊（マーク・ミッチャー中将）がホーランジアの戦いの支援のために分離されたため旗艦に復帰し、スプルーアンスはマリアナ諸島への侵攻作戦の打ち合わせのため、「インディアナポリス」とともに真珠湾に帰投した。
5月26日、「インディアナポリス」はスプルーアンスを乗せマーシャル諸島に向かった。マーシャル諸島で主要司令官が集まりサイパンの戦いの打ち合わせを行った後、6月9日にエニウェトク環礁を出撃した「インディアナポリス」は第58任務部隊と合流した。サイパンの戦いは6月11日と12日の空母艦載機による空襲で始まり、続いて6月13日からは艦砲射撃が行われた。「インディアナポリス」は砲撃の初日は観戦のみで砲撃しなかったが、2日目からは参加した。また、6月15、16日には硫黄島、父島、母島も空襲した。6月19、20日のマリアナ沖海戦でアメリカ軍は日本の機動部隊と交戦。潜水艦の攻撃と合わせて空母3隻を撃沈して撃退した。6月23日、「インディアナポリス」はサイパンに戻り、火力支援を再開した。6日後にテニアン島へ移動し、海岸の施設を攻撃した。8月10日にはグアムを奪還。「インディアナポリス」は戦争初期にグアムが陥落して以来最初にアプラ港に入港した艦船である。その後数週間はマリアナ諸島で活動し、戦局の進展に伴って次の攻略目標であるカロリン諸島西部へ向かった。8月26日、第5艦隊はウィリアム・ハルゼー大将の第3艦隊と入れ替わり、スプルーアンスと幕僚は本国に向かった。第5艦隊の旗艦から第3艦隊の一艦となった「インディアナポリス」は9月12日から29日にかけペリリュー島を砲撃し、その後アドミラルティ諸島のマヌス島へ向かった。そこで10日間過ごした後、メア・アイランド海軍造船所へ戻った。

#### 1945年

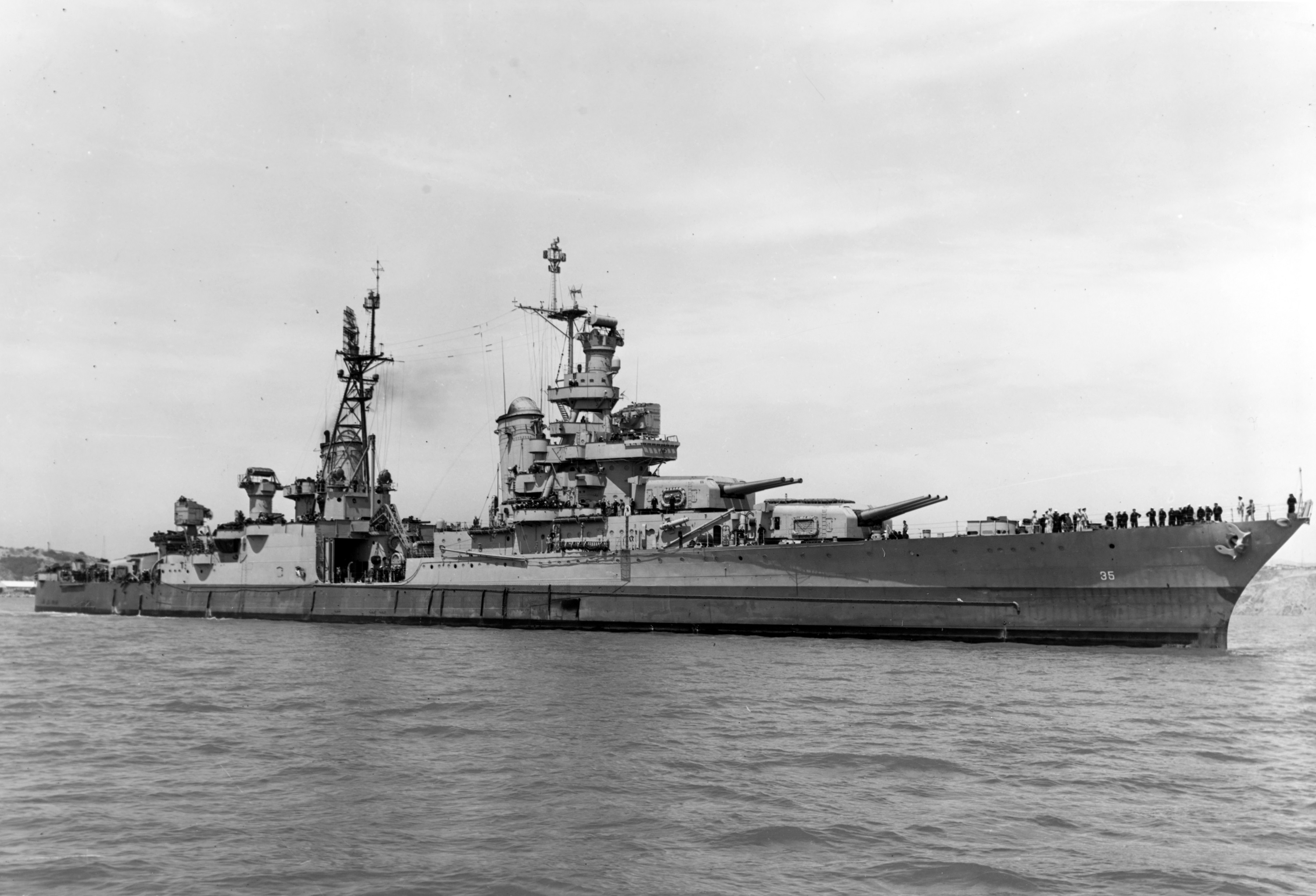
インディアナポリス（メア・アイランド沖 1945年7月10日）

オーバーホール後、「インディアナポリス」は1945年1月に再びスプルーアンス大将の将旗を掲げて第5艦隊旗艦となった。1月14日、ウルシー環礁へと向かい、1月25日に到着した。スプルーアンスは午後に入港した「ニュージャージー」のハルゼー大将を訪問し、大艦隊の指揮権は第3艦隊から第5艦隊に移った。1月28日、第21爆撃集団司令官カーチス・ルメイ陸軍少将が「インディアナポリス」のスプルーアンスを訪問し、硫黄島攻略に関して意見を交わした。「インディアナポリス」はサイパン島に進出し、スプルーアンスと上陸部隊を率いるターナー中将との会談が予定されていたが、ターナーの体調不良で会談は行われなかった。「インディアナポリス」はサイパン島を出撃し、2月14日にミッチャー中将の第58任務部隊に加わった。2月16日と17日、第58任務部隊は硫黄島攻略支援のため関東地方を攻撃した。これは1942年4月18日のドーリットル空襲以来の機動部隊による日本本土への攻撃だった。第58任務部隊は悪天候の下艦載機を発進させ、多くの施設や飛行機、艦船等を破壊した。攻撃後すぐに任務部隊は小笠原諸島に戻り硫黄島上陸を支援した。2月19日の上陸作戦当日、「インディアナポリス」は戦艦部隊などとともに硫黄島に対して艦砲射撃を行った。3月1日までこの任務にあたる一方、八丈島沖で第58任務部隊と再合流し、再度の東京攻撃に加わった。3月9日、ウルシー環礁に帰投した。
沖縄戦に先立ち、アメリカ軍は損害を最小限にするため日本本土南部を空襲することとなった。3月14日、「インディアナポリス」は落ち着くいとまもなく第58任務部隊とともに出撃し、日本の沿岸へ向かった。3月18日から、機動部隊は九州の飛行場や呉軍港などを空襲し日本軍に大きな損害を与えた。上陸に先立つ沖縄への攻撃は3月24日から開始され、「インディアナポリス」も海岸の陣地を砲撃した。3月31日午前7時10分、陸軍特攻隊誠第三十九飛行隊（笹川勉陸軍大尉。一式戦闘機5機）の1機が火力支援部隊による三重の輪型陣をかいくぐり、「インディアナポリス」の艦尾に命中。燃料タンク付近で爆発し、スクリューの一部を破損した。艦尾に浸水したインディアナポリスは慶良間列島泊地に移り、洋上で工作艦による修理が試みられたが、損傷は大きいと判定された。修理がただちに行われたが、その最中工作員が外したスクリューを誤って海底に落としてしまった。修理担当の士官はスプルーアンスにこの事を報告したが、きつく叱責されることはなかった。4月5日、旗艦が戦艦「ニューメキシコ (USS New Mexico, BB-40) 」に移され、メア・アイランド海軍造船所に修理のために戻った。
スプルーアンスによると、硫黄島の攻略の折に「条約型重巡で設計が古くて安定性が悪く、魚雷の直撃を受けたらすぐに転覆して沈没するであろう」と幕僚に語ったと言われている。古い艦でエアコンはなく、扇風機も作動させるとその静電気がレーダーを妨害するとしてレーダー作動中は止められたため、赤道付近では蒸し風呂のような暑さで、煙突付近にあった参謀長カール・ムーア大佐の部屋は華氏100度以上（38℃近く）に達したという。旗艦としてはかなり劣悪な居住環境であったが、実際に乗艦していたスプルーアンスやその幕僚は結構快適だったと述べており、修理が終わったらまた旗艦として使いたいと希望していた。しかし、スプルーアンスの手元にインディアナポリスが帰ってくることは、ついになかった。

### 極秘任務、そして沈没

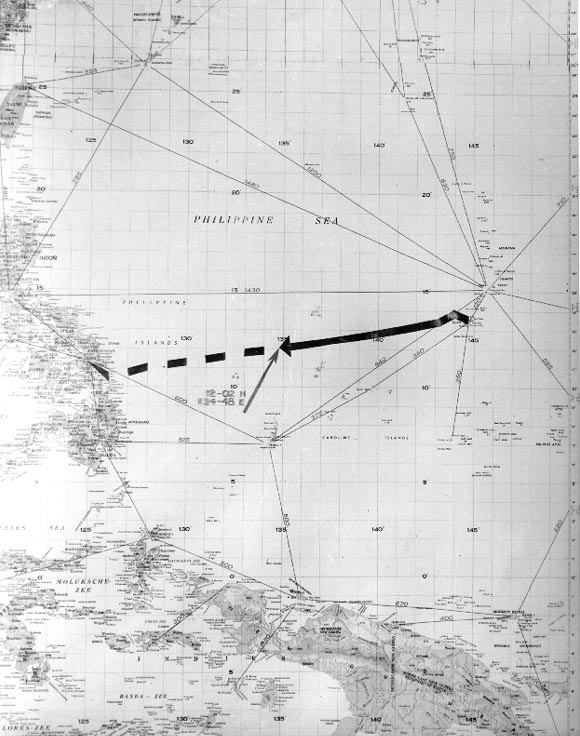
グアムからレイテ島へ向かう「インディアナポリス」がとったルート

修理後「インディアナポリス」は、後に広島と長崎へ投下されることとなる原子爆弾用の部品と核材料を急ぎテニアン島へ運ぶよう命じられた。任務の緊急性から修理後の調整期間に先立って7月16日サンフランシスコを出港し7月19日に真珠湾に寄港した。単独でテニアンに向かい7月26日テニアンに到着した。
テニアンに最高機密の荷物を届けた後、「インディアナポリス」はグアムに派遣され7月28日レイテ島へ向け艦隊ではなく単独でグアムを出港し、直線コースを取りレイテ島へ向かった。7月30日0時15分、北緯12度02分 東経134度48分 / 北緯12.033度 東経134.800度の地点で日本海軍の潜水艦「伊58」（回天特別攻撃隊・多聞隊、艦長：橋本以行少佐）が、九五式魚雷を 初回発射3本、数秒おいて2回目発射3本の計6本を全門発射したうちの3本が右舷に命中、船体を鋭く貫いた魚雷が爆発。特に時差発射した2回目の魚雷が、1発目が船体に開けた穴に入り込み奥で爆発、艦内第二砲塔下部弾薬庫の主砲弾を命中と同時に誘爆させ、「インディアナポリス」は夜空に大きく火柱を吹き上げると、艦前半部を海に突っ込みながらしばらく浮いていたが、12分後に転覆、沈没した。米軍関係の記録や話では、破孔が2つだったため命中2発としているが、生存した乗組員の間でも、また「伊58」の記録でも、魚雷爆発音（こもったような振動するような短い音）は3回とされている。

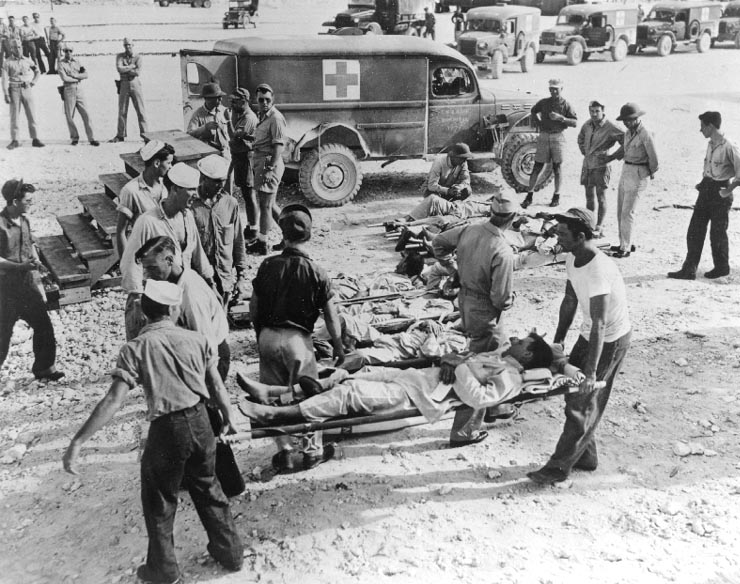
「インディアナポリス」の生存者（1945年8月 グアム）

乗員1,199名のうち約300名が攻撃で死亡し、残り約900名は8月2日に哨戒機によって初めて発見されてから5日後に救助が完了するまで、救命ボートなしで海に浮かんでいたが、水、食料の欠乏、海上での体温の低下、これらからおこった幻覚症状、気力の消耗などで多数の乗組員が死亡した。それに加えサメによる襲撃が心理的圧迫を強くした。その後映画およびディスカバリーチャンネルの番組等で、サメの襲撃が演出として過剰に語られたため、大多数がサメの襲撃の犠牲者になったかのように思われているが、おもな原因は救助の遅れと体力の消耗が死亡の原因といわれている。最終的に救助された生存者はわずか316名であった。
哨戒機の報告を受け、PBY飛行艇を皮切りに、飛行機や高速艦艇が次々と救助に派遣されていった。飛行艇は56名の生存者を救助し、高速艦艇も護衛駆逐艦「セシル・J・ドイル(USS Cecil J. Doyle, DE-368) 」をはじめ駆逐艦「ヘルム(USS Helm, DD-388) 」「マディソン(USS Madison, DD-425) 」「ラルフ・タルボット(USS Ralph Talbot, DD-390) 」、護衛駆逐艦「デュフィルホー(USS Dufilho, DE-423) 」「リングネス（USS Ringness, DE-590) 」、高速輸送艦「バセット(USS Bassett, APD-73) 」も駆けつけた。飛行機はパラシュートで当面の食糧や浮く物を投下した。この頃までには、件の一方の当事者である「伊58」の方でも、アメリカ側が大騒ぎしていることを間接的に知ることとなった。大和田通信所からの無線情報で重要艦船の遭難と、その救助に関する通信が多くなっているという情報を受けたからである。

## 艦長チャールズ・B・マクベイ3世とその後
チャールズ・B・マクベイ3世大佐（1944年11月からインディアナポリス艦長）は生き残った。1945年11月、彼は軍法会議にかけられ、ジグザグ運動を怠り船を危険にさらしたとして有罪とされた。軍法会議のいくつかの事実は論議を呼んだ。アメリカ海軍自体が船を危険な状態に置いたという確かな証拠があった。また、「伊58」艦長・橋本以行元中佐（撃沈当時は少佐）はジグザグ運動をしていても撃沈できたと証言した。アメリカは第二次世界大戦の戦闘で約700隻の艦艇を失ったが、戦闘で撃沈された艦艇の艦長が軍法会議にかけられたのはマクベイただ一人であった。有罪になったことでマクベイの海軍での経歴は終わり、死んだ乗組員の遺族に責め立てられ1968年に自殺した。 
悲劇から50年以上後に、当時12歳で、映画『ジョーズ』（作中で「インディアナポリス」の話が登場する）によってこのインディアナポリス撃沈事件に興味を持ったハンター・スコットによりマクベイの軍法会議が誤審であるとの認識が提起され、2000年10月12日、アメリカ合衆国議会はマクベイの記録は「彼はインディアナポリスの損失に対し無罪である」ことを反映すべきだという決議を可決した。10月30日に大統領ビル・クリントンもこの決議にサインした。しかし、マクベイの名誉回復に尽力していた橋本は5日前（10月25日）に死去していたため、その知らせを聞くことはできなかった。

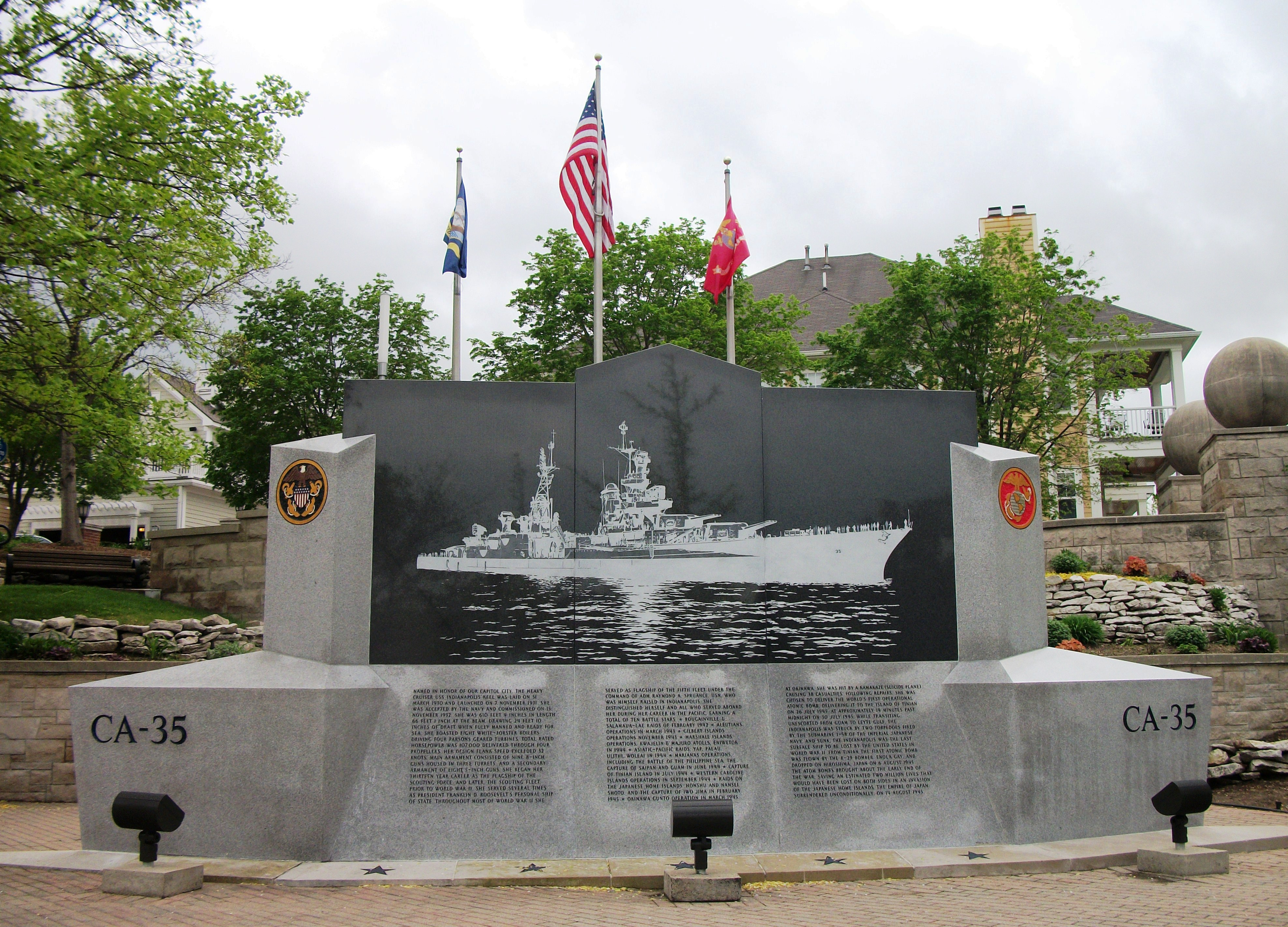
USS Indianapolis National Memorial

マクベイの名誉回復に先立って、1995年8月2日にはインディアナポリス市内にインディアナポリス・ナショナル・メモリアルが建立された。石灰岩と花崗岩で出来たメモリアルは、沈没で落命した乗組員の名前が全て刻み込まれている。また、「インディアナポリス」に関する資料はインディアナ州博物館に納められ、艦鐘と公式ペナントはヘスラー海軍倉庫で保管されている。アメリカ海軍の新兵がトレーニングを行う水泳訓練所にも「インディアナポリス」の名前が与えられた。
2007年7月7日には、インディアナ大戦記念プラザ内にインディアナポリス博物館がオープンした。
2011年8月17日付けの『ハリウッド・リポーター』誌（電子版）によると、俳優ロバート・ダウニー・Jrとその妻スーザン・ダウニーがワーナー・ブラザースと組み、インディアナポリス沈没にまつわる話を11歳のハンター・スコット少年の目を通して映画化すると発表した。TVミニシリーズ『ザ・パシフィック』の脚本でエミー賞を受賞したロバート・シェンカンが、ダウニー夫妻の原案をもとに脚本を執筆する予定。
2013年8月4日、インディアナポリスで開催された旧乗組員再会パーティーにレイ・メイパス海軍長官が書簡を送り、次期沿海域戦闘艦に「インディアナポリス」の名を与えると発表した。
2016年、この事件を描いた映画『パシフィック・ウォー』がマリオ・ヴァン・ピーブルズ監督、ニコラス・ケイジ主演で制作された。

## 沈没した船の発見
「インディアナポリス」がフィリピン海に沈没していることは判明していた。 2001年7月から8月のソナーなどを使用した調査では発見できなかった。 2005年6月に2度目の調査が行われ、ナショナルジオグラフィックは7月に、この話をカバーしリリースした。
2016年7月に、「インディアナポリス」の場所に関する新しい情報が発見された。その海軍の記録によれば、USS LST-779が魚雷で撃沈される前の11時間前に船のそばを通過したことが判明した。この情報をもとに、ナショナルジオグラフィックは2017年の夏に船を発見する探索計画を立てた。報告によれば、予想されていた位置より西に40 km離れた場所であった。
2017年8月18日、マイクロソフトの共同創業者ポール・アレンが率いる民間のチームが太平洋の水面下18,000フィート（5,500m）の深さの海底で、沈没した「インディアナポリス」を発見した。船首部分は切断されて別の場所に横たわっている。船体は転覆せずに上下正しい向きで沈んでいる。

## 艦長
インディアナポリスの艦長
| 階級 | 名前                       | 期間                            |
| ---- | -------------------------- | ------------------------------- |
| 大佐 | John M. Smeallie           | 1932年11月15日 — 1934年12月10日 |
| 大佐 | William S. McClintic       | 1934年12月10日 — 1936年3月16日  |
| 大佐 | Henry Kent Hewitt          | 1936年3月16日 – 1937年6月5日    |
| 大佐 | トーマス・C・キンケイド    | 1937年6月5日 – 1938年7月1日     |
| 大佐 | John F. Shafroth, Jr.      | 1938年7月1日 – 1941年10月1日    |
| 大佐 | Edward Hanson              | 1941年10月1日 – 1942年7月11日   |
| 大佐 | モートン・デヨ             | 1942年7月11日 – 1943年1月12日   |
| 大佐 | Nicholas Vytlacil          | 1943年1月12日 – 1943年7月30日   |
| 大佐 | Einar R. Johnson           | 1943年7月30日 – 1944年11月18日  |
| 大佐 | チャールズ・B・マクベイ3世 | 1944年11月18日 – 1945年7月30日  |

## 受章歴
- American Defense Service Medal
- Asiatic-Pacific Campaign Medal （10個のbattle stars）[49]
- World War II Victory Medal